# Marsas (Gironda)
Marsas è un comune francese di 1 099 abitanti situato nel dipartimento della Gironda nella regione della Nuova Aquitania.

## Società

### Evoluzione demografica
Abitanti censiti